# Jan Malarczyk
Jan Malarczyk (ur. 27 kwietnia 1931 w Wilkołazie, zm. 9 lipca 1998) – polski prawnik, adwokat, profesor nauk prawnych, profesor zwyczajny Uniwersytetu Marii Curie-Skłodowskiej w Lublinie, specjalista w zakresie historii doktryn politycznych i prawnych, w latach 1972−1981 dziekan Wydziału Prawa i Administracji Uniwersytetu Marii Curie-Skłodowskiej w Lublinie.

## Życiorys
W 1950 uzyskał maturę, w 1953 ukończył studia prawnicze I stopnia na Wydziale Prawa Uniwersytetu Marii Curie-Skłodowskiej w Lublinie, a następnie odbył magisterskie studia uzupełniające na Wydziale Prawa i Administracji Uniwersytetu Warszawskiego, które ukończył w 1954. W 1955 został skierowany na studia w Uniwersytecie Leningradzkim, które zakończył w 1958 uzyskaniem stopnia kandydata nauk historyczno-prawnych. W 1963 przedłożył na UMCS rozprawę habilitacyjną pt. U źródeł włoskiego renesansu politycznego: Machiavelli i Guicciardini, na podstawie której uzyskał tytuł naukowy docenta. Profesorem nadzwyczajnym został w 1971, a zwyczajnym w 1976. W latach 1965−1972 był prodziekanem WPiA UMCS, a w latach 1972−1981 (trzy kadencje) dziekanem tego wydziału. W latach 1981–1982 oraz od 1987 do 1998 był dyrektorem Instytutu Historii i Teorii Państwa i Prawa UMCS. Od 1982 do 1984 pełnił funkcję prorektora UMCS.
Pod jego kierunkiem stopień naukowy doktora uzyskała m.in. Lidia Błądek.

## Odznaczenia i nagrody
- Srebrny Krzyż Zasługi (1968)
- Krzyż Kawalerski Orderu Odrodzenia Polski (1974)
- Krzyż Oficerski Orderu Odrodzenia Polski (1979)
- Medal Komisji Edukacji Narodowej (1975)
- Medal „Zasłużony Nauczyciel Polskiej Rzeczypospolitej Ludowej” (1984)
- Honorowa Odznaka Srebrna „Zasłużony dla Miasta Lublina” (1966, 1969, 1973)[1]